# Louvigné

Louvigné este o comună în departamentul Mayenne, Franța. În 2009 avea o populație de 982 de locuitori.